# 36033 Viseggi
36033 Viseggi è un asteroide della fascia principale. Scoperto nel 1999, presenta un'orbita caratterizzata da un semiasse maggiore pari a 3,0185635 au e da un'eccentricità di 0,2064390, inclinata di 8,21885° rispetto all'eclittica.
L'asteroide è dedicato all'omonimo monte su cui sorge l'osservatorio astronomico dove ne è stata realizzata la scoperta.